# 貝雷濟夫卡 (基輔州)
50°25′45″N 30°0′0″E / 50.42917°N 30.00000°E

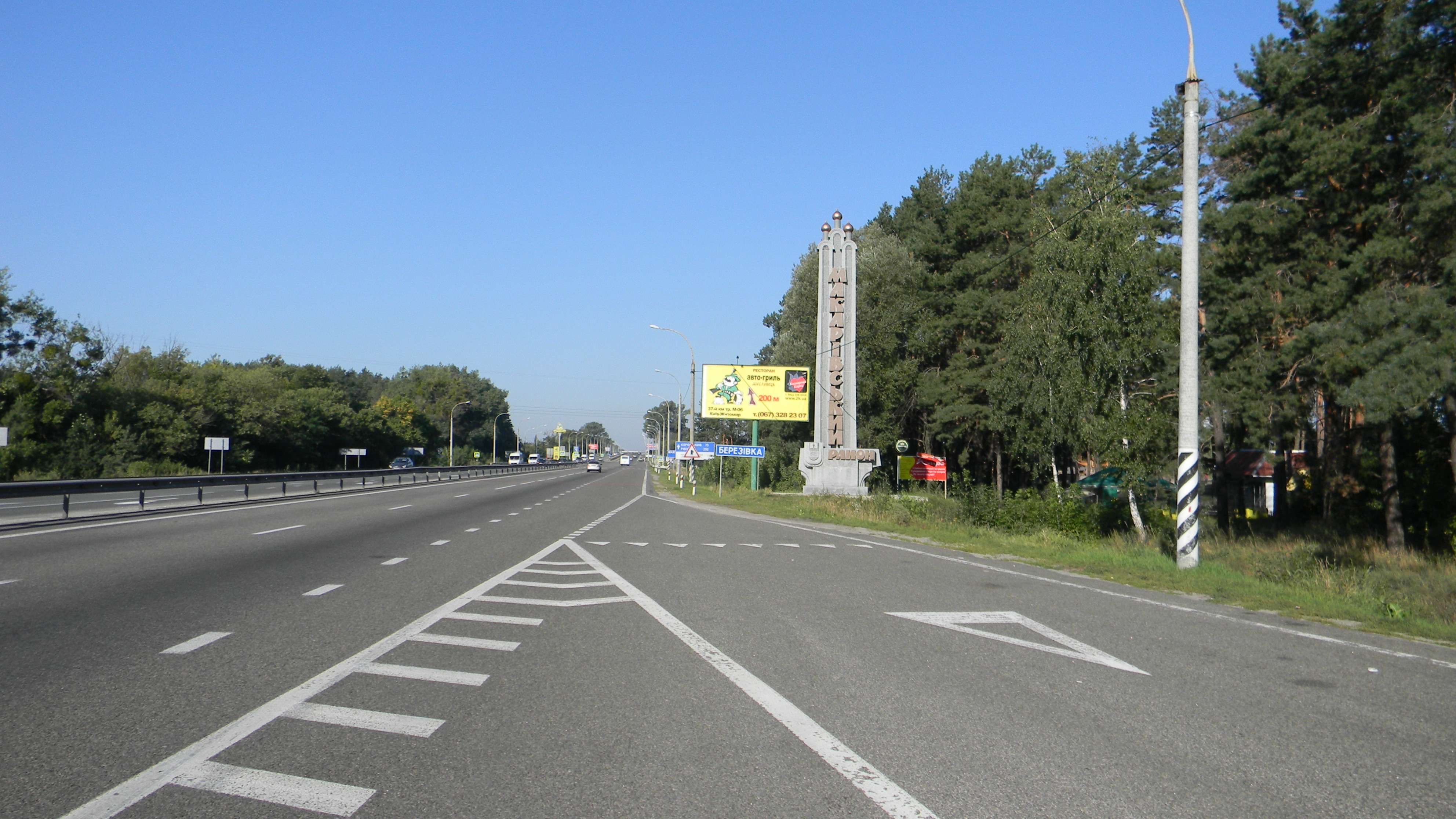

貝雷濟夫卡（烏克蘭語：Березівка）是位於烏克蘭北部的村莊，由基辅州布恰区的馬卡里夫市鎮負責管轄。該村始建於1798年，面積5.65平方公里，海拔高度176米，2001年人口149，人口密度每平方公里32.9人。